# Tourcoing
Tourcoing (wymowaⓘ) – miejscowość i gmina we Francji, w regionie Hauts-de-France, w departamencie Nord.
Według danych na rok 1990 gminę zamieszkiwało 93 765 osób, a gęstość zaludnienia wynosiła 6173 osób/km² (wśród 1549 gmin regionu Nord-Pas-de-Calais Tourcoing plasuje się na 3. miejscu pod względem liczby ludności, natomiast pod względem powierzchni na miejscu 126.).

## Znani ludzie urodzeni w Tourcoing
- Albert Roussel – kompozytor francuski
- Marcel Lefebvre – francuski duchowny
- Yohan Cabaye – reprezentant kadry francuskiej w piłce nożnej i gracz angielskiego Newcastle United

## Współpraca
Miejscowości partnerskie:
- Jastrzębie-Zdrój, Polska
- Mouscron, Belgia